# Roman einer Siebzehnjährigen
Roman einer Siebzehnjährigen ist ein deutsches Filmdrama von 1955, das unter der Regie von Paul Verhoeven entstand. Ingrid Andree verkörpert darin die siebzehnjährige Beate, die auf der Flucht von ihren Eltern, gespielt von Therese Giehse und Paul Dahlke, getrennt wurde und bei Pflegeeltern aufwuchs. Heidi Brühl spielt ihre jüngere Schwester.

## Handlung
Als Eduard und Irma Schenk die Adoption ihrer inzwischen 17-jährigen Pflegetochter Beate, die seit nunmehr zehn Jahren bei ihnen in Hamburg lebt, einleiten, sucht das Amt erneut nach Beates leiblichen Eltern. Die damals Siebenjährige wurde auf der Flucht von ihnen getrennt, und alle Nachforschungen blieben ergebnislos. Es stellt sich heraus, dass Beates Vater Karl Hoffmann als selbstständiger Taxifahrer zusammen mit Beates Mutter Anna und ihrer vierzehnjährigen Schwester Elfriede in Berlin lebt.
Beates Mutter Anna macht sich sogleich auf den Weg nach Hamburg, um ihr Kind endlich nach Hause zu holen. Seit dem Verschwinden der Kleinen hatten die Hoffmanns alle Hebel in Bewegung gesetzt, um sie wiederzufinden. Doch das Wiedersehen mit ihrer Tochter wird ganz anders, als sie es sich vorgestellt hatte. Die Schenks sind wohlhabend und können Beate sehr viel mehr bieten, als sie und ihr Mann das könnten. Sie betreiben neben dem „Würfel“ in Hamburg weitere gut florierende Nachtlokale in verschiedenen Städten, so auch in Berlin. Erschwerend kommt hinzu, dass das junge Mädchen eine enge Verbindung zu seinen Pflegeeltern hat und sehr an ihnen hängt. So kehrt Anna Hoffmann erst einmal allein nach Berlin zurück, da sie unschlüssig ist, was nun geschehen soll. Die Schenks sind froh über ihre Abreise und hegen die Hoffnung, dass Beate bei ihnen bleiben kann.
Obwohl die Schenks stets peinlich darauf geachtet haben, dass Beate nicht mit ihrem beruflichen Umfeld in Verbindung kommt, besucht sie eines Tages zusammen mit ihrer Freundesclique heimlich das „Würfel“ und lernt den Geiger Milos Janos kennen, von dem sie sofort beeindruckt ist. Für ihren Jugendfreund Christian, der das junge Mädchen von Herzen liebt, ist das eine sehr schwierige Situation. Überraschend für die Familie Schenk steht dann jedoch Karl Hoffmann vor ihrer Tür. Der tatkräftige Mann ist der Meinung, dass Beate sich schon wohlfühlen werde, wenn sie erst einmal bei ihrer echten Familie lebt. Da Schenks keine Möglichkeit haben, dem Vater seine Tochter zu verweigern, tritt Beate mit Hoffmann, der für sie ein Fremder ist, die Reise nach Berlin an. Von ihrer Mutter und auch ihrer Schwester wird sie liebevoll empfangen und beide bemühen sich sehr, ihr das Eingewöhnen in der eher einfachen Umgebung leichter zu machen. Karl Hoffmann dagegen tut sich schwer damit, dass seine älteste Tochter so abweisend ist. Sein Versuch, etwas zu erzwingen, was sich nicht erzwingen lässt, geht gründlich schief. Daraus entstehender Streit und eine ungute Atmosphäre sind die Folge. In einem Brief, den Beate ihren Pflegeeltern schreibt, klagt sie ihnen ihr Leid. So entschließt sich Irma Schenk nach Berlin zu fahren, um ihre Pflegetochter zurückzuholen. Als Hoffmann von den Briefen seiner Tochter erfährt, ist er nicht nur maßlos enttäuscht, sondern seinem Naturell entsprechend auch so wütend, dass er Beate die Tür weist. Anna Hoffmann versucht vergeblich, zu schlichten.
Obwohl Beate sich nach Hamburg zurückgesehnt hatte, ist sie jetzt, da sie das erreicht hat, auch nicht glücklich. Das junge Mädchen fühlt sich hin- und hergerissen. Als ihre Pflegeeltern sie drängen wollen, gegen ihren leiblichen Vater auszusagen, was sich bei einer von den Schenks immer noch gewollten Adoption günstig auswirken könnte, lehnt sie das ab. Beate fühlt sich von allen allein gelassen und wendet sich hilfesuchend an Milos Janos, der sie so stark beeindruckt hatte. In ihrer Unerfahrenheit ahnt sie nicht, dass der Geiger schon lange gestrauchelt ist. Er überredet Beate mit ihm nach München zu gehen und versucht dann Schenk, von dem er glaubt, Beates Vater vor sich zu haben, zu erpressen. Als er erfährt, wie es wirklich um Beates Identität steht, lässt er sie eiskalt ohne jeden Pfennig in München sitzen.  Die junge Frau versucht daraufhin, sich umzubringen, nachdem sie zuvor noch einen Abschiedsbrief an ihren Freund Christian geschrieben hat.
Zum Glück misslingt Beates Plan. Die nun folgenden Ereignisse zeigen ihr aber, wo sie hingehört. Zwar sorgen sich ihre Pflegeeltern auch um sie, aber mindestens genauso sehr darum, dass diese unerfreulichen Ereignisse nicht publik werden. Hoffmanns hingegen, die sofort ans Krankenbett ihrer Tochter geeilt sind, sind in tiefer Sorge um sie und sogar bereit, sie bei den Schenks, die ihr materiell so viel mehr bieten können, zu lassen, wenn es das ist, was sie möchte. Beate weiß nun, wo ihr Platz ist, schluchzend umarmt sie ihre Eltern. Nun endlich hat die Familie wieder zusammengefunden.

## Produktionsnotizen
Es handelt sich um eine Produktion der Delos-Film Produktionsgesellschaft mbH (Berlin), Produktionsleitung Bernhard F. Schmidt, Atelier CCC-Filmstudios Berlin Spandau. Die Außenaufnahmen entstanden in München und Berlin. Die Filmbauten wurden von Bruno Monden und Franz Bi erschaffen. Unter der Nummer 10913 fand am 27. Oktober 1955 eine FSK-Prüfung statt mit dem Ergebnis, dass Roman einer Siebzehnjährigen ab 16 Jahren freigegeben wurde.
Uraufgeführt wurde der Film am 4. November 1955 im Theater am Kröpcke in Hannover.

## Kritik
Das Lexikon des internationalen Films konnte dem Film nicht viel abgewinnen und urteilte: „Realitätsfernes Unterhaltungskino der 50er Jahre.“